# 山彦源四郎
山彦 源四郎（やまびこ げんしろう）は、河東節の三味線方の名跡。

## 初代
（生年不詳 - 宝暦6年5月20日（1756年6月17日））本名は村上源四郎。
木村又八の門弟。初代十寸見河東の相三味線を務め。初代没後は初代河東の門弟であった2代目江戸太夫藤十郎、3代目、4代目河東の相三味線を務めた。
没日は5月10日とも。

## 2代目
（生年不詳 - 寛政4年10月16日（1792年11月29日））
初代源四郎の弟子の孫四郎の子で長蔵という。初代山彦秀次郎が初代源四郎の養子になり1774年に2代目源四郎を襲名。
5代目、6代目河東の相三味線を務めた。1791年に剃髪して存候と称した。

## 3代目
（生年不詳 - 文政元年5月7日（1818年6月10日））
2代目源四郎の子で初名を2代目秀次郎。父2代目源四郎が1791年に剃髪したい際に3代目源四郎を襲名。7代目河東の相三味線を務めた。「源氏十二段」を作曲。

## 4代目
後の十寸見11代目河東。